# The Secret Partner
The Secret Partner é um filme britânico, de 1961, em preto e branco, dos gêneros drama e policial, dirigido por Basil Dearden, roteirizado por David Pursall e Jack Seddon, música de Philip Green.

## Sinopse
Um dentista chantagista, é forçado por misterioso homem mascarado, a roubar  uma de suas vítimas.

## Elenco
- Stewart Granger ....... John Brent/John Wilson
- Haya Harareet ....... Nicole 'Nikki' Brent
- Bernard Lee ....... Superintendente Detetive Frank Hanbury
- Hugh Burden ....... Charles Standish
- Lee Montague ....... Inspetor Detetive Tom Henderson
- Melissa Stribling ....... Helen Standish
- Conrad Phillips ....... Dr. Alan Richford
- John Lee ....... Clive Lang
- Norman Bird ....... Ralph Beldon
- Peter Illing ....... Strakarios
- Basil Dignam ....... Lyle
- William Fox ....... Brinton
- George Tovey ....... Vickers
- Sidney Vivian ....... Dock Foreman (como Sydney Vivian)
- Paul Stassino ....... Homem na Rua Soho